# Лисицын, Геннадий Николаевич
Геннадий Николаевич Лисицын (род. 14 октября 1970, Воронеж) — советский и российский футболист, защитник.
Воспитанник ФШМ Москва, за команду школы во второй лиге первенства СССР в 1986—1988 годах сыграл пять матчей. В июне 1988 года провёл два матча в Кубке Федерации в составе московского «Локомотива». Затем перешёл в московское «Динамо», играл за дублирующий состав (1988—1989) и «Динамо-2» (1989—1991). В 1992 году провёл одну кубковую игру за «Гекрис» Новороссийск, в 1993—1994 годах играл в первой лиге за «Шинник» Ярославль. В 1995 году на профессиональном уровне не выступал. 1996 год начал в «Динамо-Газовик» Тюмень. Не сыграв ни одного матча, перешёл в команду второй лиги «Арсенал» Тула, с которой в следующем году вышел в первый дивизион. В 1999 году сыграл два матча в чемпионате Латвии за «Динабург» Даугавпилс. Профессиональную карьеру завершил в следующем году в команде второго российского дивизиона «Динамо» Вологда. В 2001 году играл за любительский «Реутов».
Был в составе юношеской сборной СССР, проигравшей в финале чемпионата Европы 1987, но на поле не выходил.